# Disa nigerica
Disa nigerica är en orkidéart som beskrevs av Robert Allen Rolfe. Disa nigerica ingår i släktet Disa och familjen orkidéer. Inga underarter finns listade i Catalogue of Life.